# 脱コルセット
脱コルセット（だつコルセット、ko:탈코르셋 운동）とは、社会から求められる女性らしさから自らを解放することを目的とした韓国の運動である。「脱コルセット運動」とも称される。
脱コルセット運動における「コルセット」とは、家父長制的観点から来る美の抑圧を意味する。この運動は韓国から発信され、家父長制社会下における女性のステレオタイプとは異なる女性の在り方を提案している。